# Frenchman Lake, Yukon
Frenchman Lake är en sjö i Kanada.   Den ligger i territoriet Yukon, i den västra delen av landet, 4 200 km väster om huvudstaden Ottawa. Frenchman Lake ligger 603 meter över havet.